# Sukiyaki

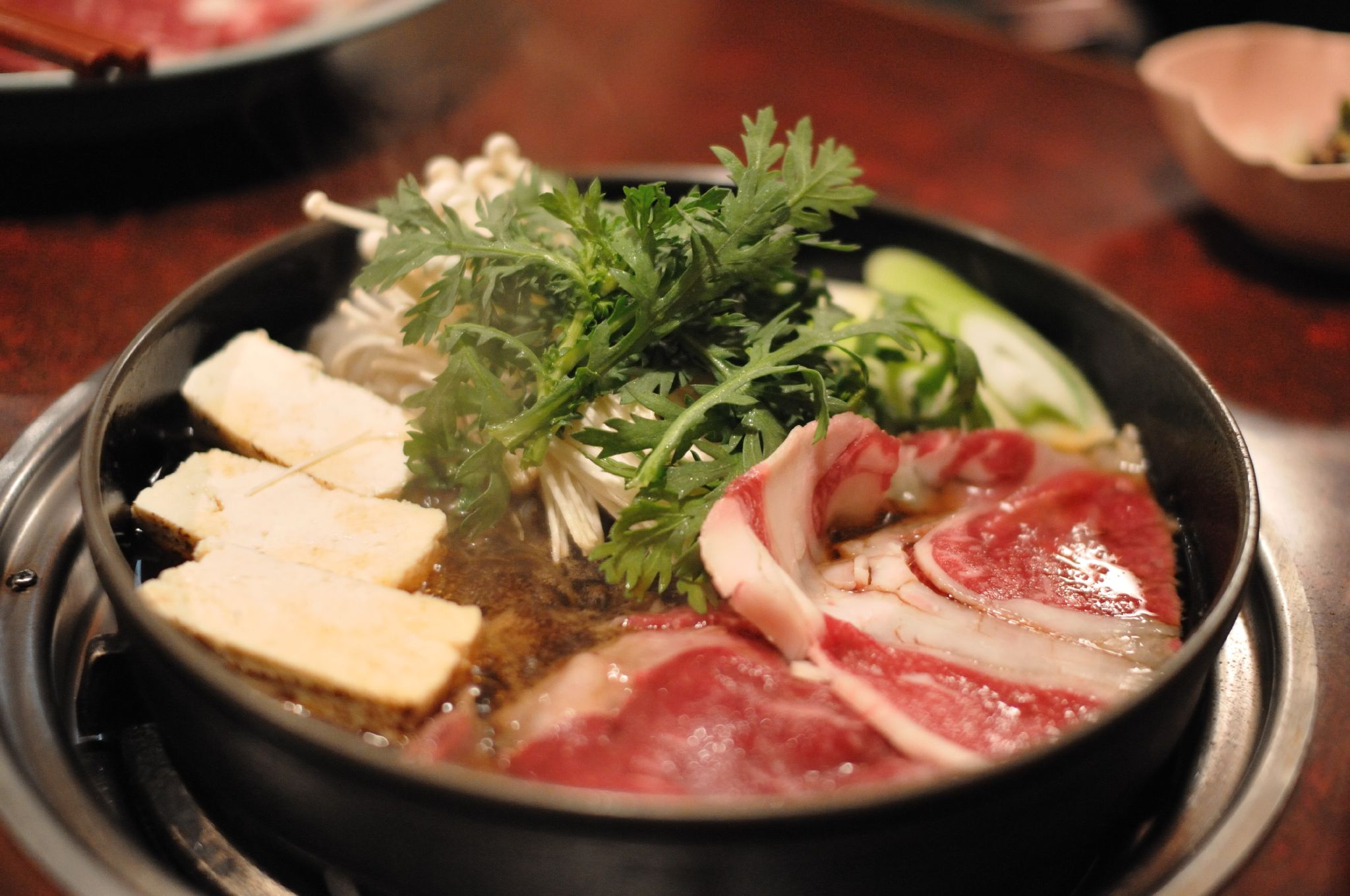
Sukiyaki

Sukiyaki (japanisch 鋤焼 oder すき焼き) ist ein Eintopfgericht (jap. 鍋物, Nabemono) der japanischen Küche.
Zutaten sind hauchdünn geschnittenes Rindfleisch, Tofu, Konnyaku-Nudeln, Lauch, Zwiebeln, Chinakohl und Enoki-Pilze. Sie werden in einem gusseisernen Topf in Sojasauce, Zucker und Mirin bei geringer Hitze gekocht. Vor dem Essen werden die Zutaten in eine Schale mit gequirltem Ei getunkt. Sukiyaki wird meistens direkt am Tisch zubereitet.

## Variationen
In jeder japanischen Region finden sich zum Sukiyaki-Rezept unterschiedliche Variationen der Zubereitung. Dies gilt für alle Eintopfgerichte Japans. Zum Beispiel werden in der Kantō-Region Sojasauce, Zucker und Mirin in der Küche gemischt, wohingegen in der Kansai-Region die Sauce am Tisch zubereitet wird.

## Saison
Sukiyaki ist wie Fondue ein Gericht für die kalten Tage des Jahres und ist daher sehr oft auf dem Menü japanischer Bōnenkai-Partys (Jahresend-Partys) zu finden.

## Geschichte
Um die Arbeit auf den Reisfeldern zu erleichtern, wurden im 2. Jahrhundert Rinder von der koreanischen Halbinsel nach Japan eingeführt. Rinder wurden nur als Lasttiere angesehen, u. a. da es das buddhistische Gesetz verbot, Vierbeiner zur Lebensmittelgewinnung (streng genommen „empfindungsfähige Lebewesen“ im Allgemeinen) zu töten. Das Fleischverbot im vor- und frühmodernen Japan war jedoch nur teilweise religiöser Natur. Verbote des Fleischverzehrs dienten bereits im Altertum, aber auch in der Tokugawa-Zeit der Erhaltung der ohnehin kargen Tierpopulationen und der Förderung der Landwirtschaft. Der Verzehr von Wild und Waldvögeln kam jedoch auch in der Tokugawa-Zeit vor. Das buddhistische Fleischtabu wurde durch das shintoistische Reinheitsgebot, nach dem Schlachtungen als unrein angesehen wurden, gestärkt.
Die einzige Ausnahme hierbei waren Soldaten, denen während Kriegszeiten Rindfleisch zum Verzehr gegeben wurde, um sie bei Kräften zu halten. Die vom Krieg heimkehrenden Soldaten bereiteten ihre neue Leibspeise auf dem Feld mit der Hilfe von Pflugscharen über glühenden Kohlen zu, um die ältere Generation nicht vor den Kopf zu stoßen, da das Kochen von Rindfleisch im Haus als Frevel angesehen wurde. So kam Sukiyaki, was auf Deutsch so viel wie auf Pflugscharen braten bedeutet, zu seinem Namen.
Nach längerem Kontakt mit dem Westen in der Meiji-Zeit verlor Rindfleisch nach und nach seinen schlechten Ruf. Als der Kaiser selbst begann, nach westlicher Art Fleisch zu essen, taten es ihm seine Untertanen sehr bald nach. Während dieser Zeit entwickelte sich Sukiyaki zu seiner heutigen Form.